# ابوالحسین خیاط
عبدالرحیم بن محمد، معروف به ابوالحسین خیاط (متوفای حدود ۳۰۰ ق) یکی از معتزلیان صاحب نامی است که برخلاف بسیاری از پیشوایان معتزله که در مکتب بصره پرورش یافته‌اند، به شاخه بغدادی این گروه تعلق دارد. بیشترین شهرت او به دلیل نگارش کتابی است به نام الانتصار که در نقد کتاب فضیحه المعتزله نوشته ابن راوندی بر جای مانده‌است. این کتاب به دلیل اینکه از قدیم‌ترین آثار برجای مانده از معتزلیان است، اهمیتی بسیار دارد.
خیاط در کتاب یاد شده، از اعتقادات بسیاری از بزرگان معتزله در مسائلی چون «علم، قدرت و عدالت خداوند»، «وجه اعجاز قرآن»، «عصمت انبیاء»، «امامت» و «کفر یا ایمان صحابه پیامبر» دفاع می‌کند. افزون بر این، در میان میراث برجای مانده از نویسندگان معتزلی و غیر معتزلی، کتاب الانتصار قدیمی‌ترین اثری است که معیار معتزلی بودن را پذیرش پنج اصل دانسته‌است: توحید، عدل، وعد و وعید، منزلت بین المنزلتین، امربه معروف و نهی از منکر.